# Milunka Savić
Milunka Savić CMG (em sérvio:  Милунка Савић; 24 de junho de 1890 – 5 de outubro de 1973) foi uma heroína de guerra sérvia que lutou por seu país nas Guerras dos Balcãs e na Primeira Guerra Mundial. De acordo com fontes iugoslavas, ela pode ter sido a mulher mais condecorada na história das guerras. Foi ferida em combate nove vezes durante sua carreira militar. Na Primeira Grande Guerra, participou de diversas batalhas, como a de  Kolubara.

## Carreira Militar

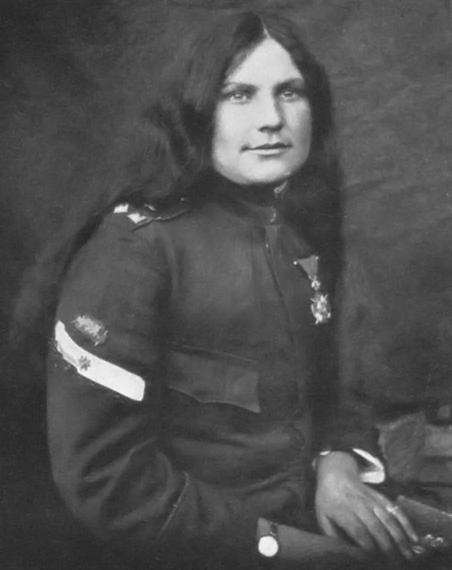
Lance Corporal de Savić

Savić nasceu em 1888, na vila de Koprivnica, perto de Novi Pazar, na Sérvia. Em 1912, seu irmão foi convocado para a Primeira Guerra Balcânica. Ela decidiu ir em seu lugar—cortando seu cabelo, vestindo roupas masculinas e unindo-se ao exército sérvio. Ela testemunhou o combate e rapidamente recebeu sua primeira medalha e foi promovida a cabo na Batalha de Bregalnica. Empenhada na batalha, ela sofreu ferimentos e foi só então, quando se recuperava dos machucados no hospital, que seu verdadeiro gênero foi revelado, para a surpresa dos médicos assistentes.
Em 1914, nos primeiros dias da Primeira Guerra Mundial, Savić foi condecorada com sua primeira Ordem da Estrela de Karađorđević depois da Batalha de Kolubara. Ela recebeu sua segunda medalha da Estrelha de Karađorđević depois da Primeira batalha do rio Crna em 1916 quando ela capturou 23 soldados búlgaros sozinha.

### Honrarias militares
Ela foi condecorada com a medalha francesa da Ordem Nacional da Legião de Honra duas vezes, também com a russa  Cruz de São Jorge, a britânica Distintíssima Ordem de São Miguel e São Jorge, e a sérvia Medalha de Bravura Miloš Obilić. Ela foi a única mulher a receber a francesa Croix de Guerre de ouro 1914–1918 pela atuação na Primeira Guerra Mundial.